# Chuanzi Decheng

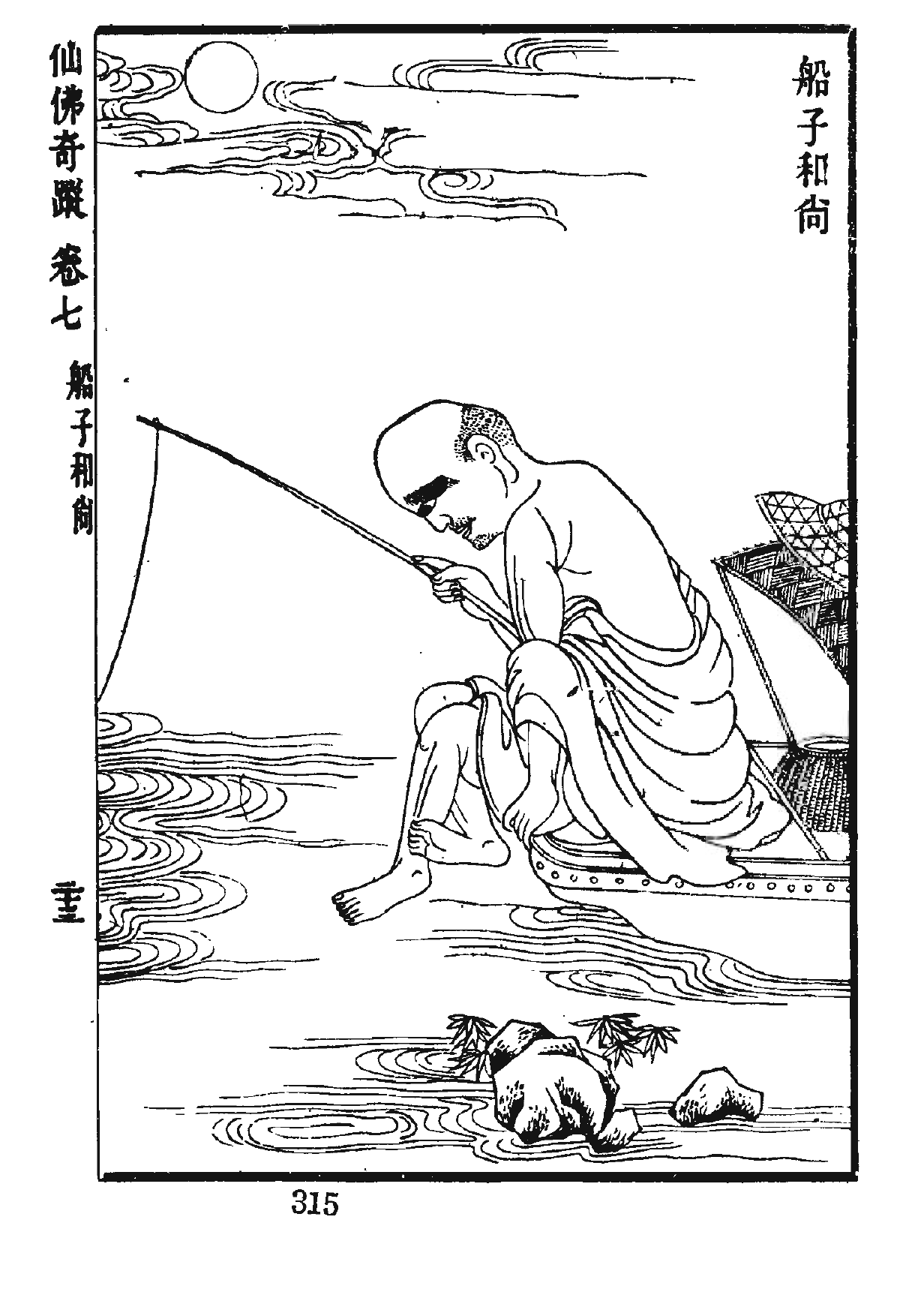
Chuanzi Decheng

Chuanzi Decheng (chiń. 船字德誠; pinyin Chuánzì Déchéng; kor. 선자덕성 Sŏnja Tŏksŏng; jap. Senji Tokujō; wiet. Thuyền Tự Đức Thành; ur. VIII wiek, zm. IX wiek) – chiński mistrz chan z południowej szkoły chan.

## Życiorys
Pochodził z Suining (obecnie w prowincji Syczuan). Był uczniem mistrza chan Yaoshana Weiyana. Studiował u niego przez trzydzieści lat i otrzymał przekaz jego Dharmy. Jego braćmi w Dharmie byli Daowu Yuanzhi i Yunyan Tansheng. W okresie prześladowań buddyzmu w latach 842–845 opuścił swojego mistrza. Następnie żył we względnym odosobnieniu na brzegu rzeki Wu w Huating (w Xiuzhou) w rejonie współczesnego Szanghaju. Miał małą łódź, którą przewoził ludzi przez rzekę. Dlatego nazywany był ogólnie „Mnichem z łódki.”
Jego jedynym spadkobiercą Dharmy był Jiashan Shanhui, którego posłał do Dechenga Daowu Yuanzhi, po spotkaniu z Jiashanem w Jingkou.
Jiashan odnalazł mistrza Dechenga na rzece w Huating.
Gdy Decheng zobaczył nadchodzącego Jiashana powiedział: „Wasza wielebność! W jakim klasztorze się zatrzymałeś?”
Jiashan powiedział: „Nie mieszkam w klasztorze. Gdzie mieszkam nie jest jak...”
Decheng powiedział: „Nie jest jak? Nie jest jak co?”
Jiashan powiedział: „To nie jest jak Dharma, która pojawia się przed oczami.”
Decheng powiedział: „Gdzie się nauczyłeś takich rzeczy?”
Jiashan powiedział: „Nie w miejscu, które uszy czy oczy mogą postrzec.”
Decheng powiedział:: Jedno zdanie i wpadasz na drogę zasady. Jesteś zatem jak osioł przywiązany do palika przez niezliczone eony. Wypuściłeś tysiącstopową linkę. Łowisz ryby bardzo głęboko, ale wciąż brakuje ci trzech cali. Dlaczego nic nie mówisz?”
Gdy Jiashan chciał coś powiedzieć, Decheng uderzeniem wiosła wepchnął go do wody. Gdy Jiashan niezgrabnie usiłował dostać się do łodzi, Dechen krzyknął do niego: „Mów! Mów!”
Jiachan chciał coś powiedzieć, ale Dechen znów uderzył go wiosłem. Nagle Jiashan osiągnął wielkie oświecenie. Skinął głową trzy razy.
Wtedy Dechen powiedział: „Teraz jesteś jednością z palikiem i linką. Działaj teraz z własnej natury i nie zanieczyszczaj czystych fal.”
Po krótkiej rozmowie, gdy Jiashan już odchodził Decheng zawołał: „Wasza Wielebność!” Jiashan zatrzymał się i odwrócił.
Decheng podniósł wiosło i spytał: „Czy chcesz tu jeszcze coś powiedzieć?”
Następnie Dechen rozkołysał łódź, wywrócił ją i zniknął w wodzie. Nikt go już więcej nie widział.

## Linia przekazu Dharmy zen
Pierwsza liczba oznacza kolejność pokoleń mistrzów od 1 Patriarchy indyjskiego Mahakaśjapy.
Druga liczba oznacza kolejność pokoleń od 28/1 Bodhidharmy, 28 Patriarchy Indii i 1 Patriarchy Chin.
- 33/6. Dajian Huineng (638–713)
  - 34/7. Qingyuan Xingsi (660–740)
    - 35/8. Shitou Xiqian (700–790)
      - 36/9. Yaoshan Weiyan (751–834)
        - 37/10. Chuanzi Decheng (bd)
          - 38/11. Jiashan Shanhui (805–881)
            - 39/12. Luopu Yuanan (834–898)

        - 37/10. Huating Dejian (bd)
        - 37/10. Yunyan Tansheng (782–841)
          - 38/11. Dongshan Liangjie (806–869) szkoła caodong

        - 37/10. Daowu Yuanzhi (769–853)
          - '38/11. Jianyuan Zhongxing (bd)
          - 38/11. Shishuang Qingzhu (805–889)
            - 39/12. Daguang Zhihui (bd)
            - 39/12. Zhangzhuo Xuicai (bd)
            - 39/12. Yungai Yuanquan (bd)
              - 40/13. Yungai Jingquan (bd)

            - 39/12. Jiufeng Daoqian (z. 921)
              - 40/13. Heshan Wuyin (891–960)
              - 40/13. Baofeng Yanmao (bd)
              - 40/13. Guangmu Xingxiu (bd)
              - 40/13. Tong’an Changcha (bd)
              - 40/13. Letan Kuangwu (bd)

            - 39/12. Daguang Juhui (836–903)